# هیوندای میسترا
هیوندای میسترا (انگلیسی: Hyundai Mistra) یک خودروی کامپکت سدان می‌باشد که توسط هیوندای پکن (北京现代) ساخته شده‌است. این خودرو شکافی بین هیوندای الانترا و هیوندای سوناتا در صف وسایل نقلیه چینی هیوندای است.

## بررسی اجمالی
میسترا برای اولین بار به عنوان وسیله نقلیه مفهومی در نمایشگاه خودرو شانگهای ۲۰۱۳ فاش شد و در اواخر سال ۲۰۱۳ به عنوان مدل تولیدی ۲۰۱۴ به بازار عرضه شد. این محصول با در نظر گرفتن بازار چین توسعه یافته‌است اما ممکن است در آینده نزدیک برای بازارهای دیگر کشورها نیز تولید شود.